# پاسخ پله

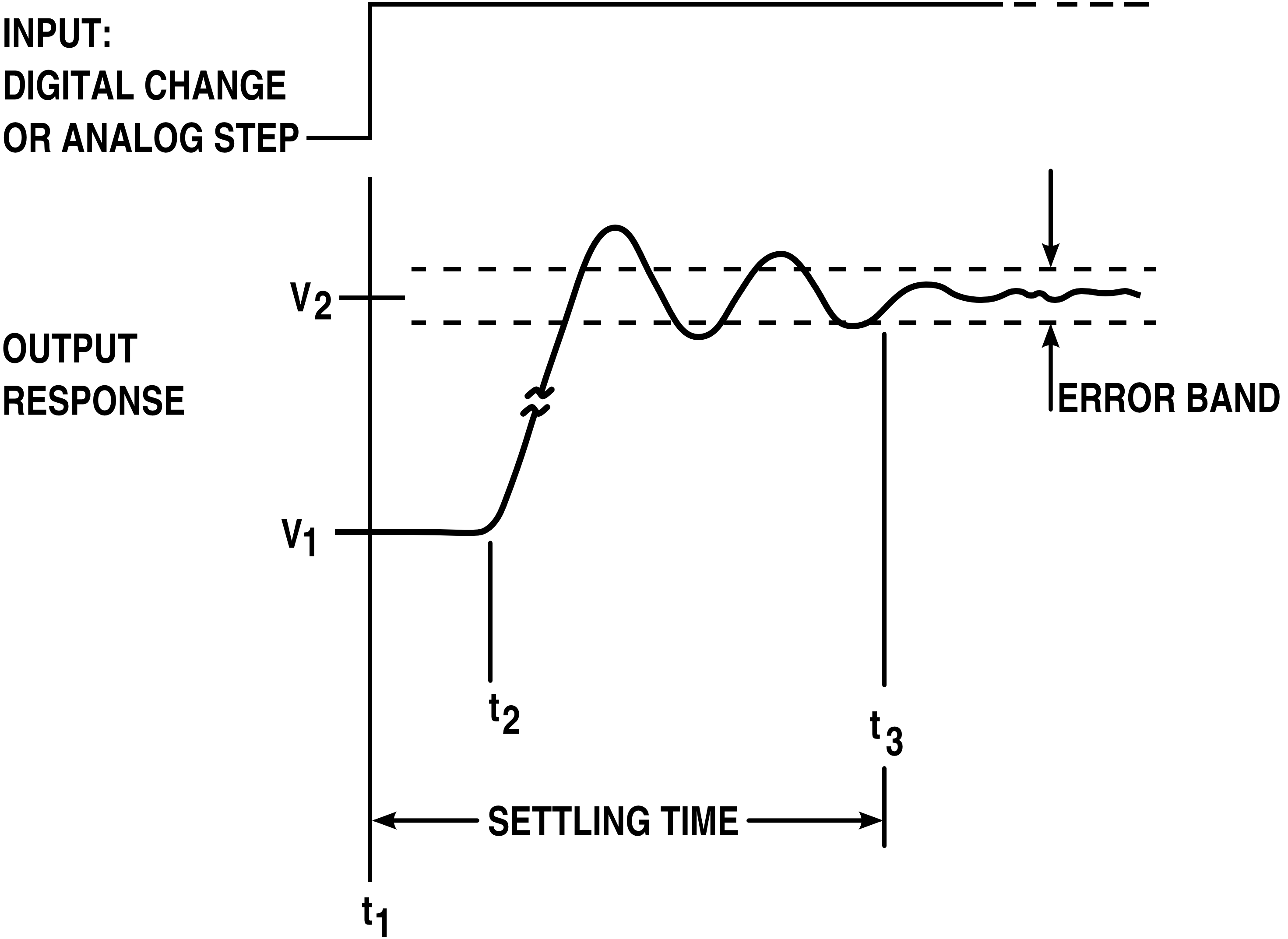
پاسخ ضربهٔ رایج یک سامانهٔ مرتبهٔ دوم.

پاسخ پله به پاسخ حالت‌صفر یک سامانه به ورودی پلهٔ واحد گفته می‌شود. در صورتی که پاسخ ضربهٔ یک سامانهٔ خطی تغییرناپذیر با زمان را بدانیم، می‌توان پاسخ پله را با انتگرال‌گیری از پاسخ ضربه بین ۰ تا t محاسبه نمود.